# Ça brûle (film, 1964)
Pour le film de 2006, voir Ça brûle (film, 2006).
Pour plus de détails, voir Fiche technique et Distribution.
Ça brûle (Κάτι να καίει, Kati na kéi) est un film grec réalisé par Yánnis Dalianídis et sorti en 1964.

## Synopsis
Cinq amis, dont Klearchos (Kostas Voutsas) et Fanis (Christos Negkas), de Thessalonique ont monté un orchestre mais ils refusent de laisser Rena (Martha Karagianni) chanter pour eux. Celle-ci rencontre des Athéniens venus à la Foire internationale de Thessalonique : Dinos Exarchopoulos (Dinos Iliopoulos) qui accompagne la fille de son patron Tzeni (Elena Nathanail). Dinos tente de séduire Rena en lui promettant d'aider le groupe à percer. C'est alors qu'arrive Sofia (Rena Vlachopoulou) et sa sœur. Elles viennent d'hériter de leur oncle, à une condition : Sofia doit épouser Dinos. Klearchos tombe amoureux de la sœur de Sofia, Fanis de Tzeni. Tout le monde finit par partir chercher fortune à Athènes.

## Fiche technique
- Titre : Ça brûle
- Titre original : Κάτι να καίει (Kati na kéi)
- Titre anglais ou international : Something Hot
- Réalisation : Yánnis Dalianídis
- Scénario : Yánnis Dalianídis
- Société de production : Finos Film
- Directeur de la photographie : Nikos Dimopoulos
- Montage : Petros Lykas
- Direction artistique : Markos Zervas
- Musique : Mimis Plessas
- Pays d'origine : Grèce
- Genre : Comédie musicale
- Format  : couleur (Eastmancolor) - 35 mm - son Mono
- Durée : 110 minutes
- Date de sortie :
  - Grèce : 13 janvier 1964

## Distribution
- Kostas Voutsas
- Christos Negkas
- Martha Karagianni (el)
- Dinos Iliopoulos (el)
- Elena Nathanail
- Rena Vlachopoulou